# Montreal (Wisconsin)
Montreal é uma cidade localizada no estado norte-americano de Wisconsin, no Condado de Iron.

## Demografia
Segundo o censo norte-americano de 2000, a sua população era de 838 habitantes.
Em 2006, foi estimada uma população de 771, um decréscimo de 67 (-8.0%).

## Geografia
De acordo com o United States Census Bureau tem uma área de
5,8 km², dos quais 5,8 km² cobertos por terra e 0,0 km² cobertos por água.

## Localidades na vizinhança
O diagrama seguinte representa as localidades num raio de 36 km ao redor de Montreal.